# Агама живородна
Агама живородна (Cophotis) — рід ящірок з родини агамових. Є 2 види. Інша назва «гірська агама-пігмей».

## Опис
Загальна довжина сягає 8—10 см. Колір спини оливковий, зеленуватий. Черево має світліше забарвлення. Від губ до плечей тягнеться світла смуга. У самців горло у темних смугах. Тулуб неправильної форми, сплощений. Голова витягнута та загострена. Ніздрі великі. Хвіст досить короткий, чіпкий, закручений, може згинатися у будь-якій площині. Спинна луска велика, гладенька, кілевата. На потилиці в наявності є гребінь.

## Спосіб життя
Полюбляють тропічні, вологі, замшелі ліси у гірській місцині. Усе життя проводять на деревах. Зустрічається на висоті 1300 м над рівнем моря. Це досить повільні агами. Харчуються дрібними комахами.
Це яйцеживородні ящірки. Самиці народжують до 5 дитинчат.

## Розповсюдження
Це ендемік о. Шрі-Ланка.

## Види
- Cophotis ceylanica
- Cophotis dumbara